# Onthophagus doriae
Onthophagus doriae är en skalbaggsart som beskrevs av Edgar von Harold 1877. Onthophagus doriae ingår i släktet Onthophagus och familjen bladhorningar. Inga underarter finns listade i Catalogue of Life.